# Tabor (Iowa)
Tabor es una ciudad ubicada en el condado de Fremont en el estado estadounidense de Iowa. En el Censo de 2010 tenía una población de 1040 habitantes y una densidad poblacional de 311,76 personas por km².

## Geografía
Tabor se encuentra ubicada en las coordenadas 40°53′42″N 95°40′25″O / 40.89500, -95.67361. Según la Oficina del Censo de los Estados Unidos, Tabor tiene una superficie total de 3.34 km², de la cual 3.34 km² corresponden a tierra firme y (0%) 0 km² es agua.

## Demografía
Según el censo de 2010, había 1040 personas residiendo en Tabor. La densidad de población era de 311,76 hab./km². De los 1040 habitantes, Tabor estaba compuesto por el 98.46% blancos, el 0.67% eran afroamericanos, el 0% eran amerindios, el 0.29% eran asiáticos, el 0% eran isleños del Pacífico, el 0.1% eran de otras razas y el 0.48% pertenecían a dos o más razas. Del total de la población el 2.02% eran hispanos o latinos de cualquier raza.